# Can't Leave 'em Alone
"Can't Leave 'em Alone" é um single nos ritmos pop, R&B e hip hop gravado pela cantora americana Ciara e pelo rapper 50 Cent para o segundo álbum de estúdio de Ciara, Ciara: The Evolution, 2006.

## Desempenho nas paradas
| Top (2007)                                 | Melhor posição |
| ------------------------------------------ | -------------- |
| China Single Charts                        | 67             |
| Lituânia Hot R&B/Hip-Hop Songs             | 4              |
| Nova Zelândia RIANZ Top 40                 | 4              |
| Polónia Singles Chart                      | 66             |
| EUA - Billboard Hot 100                    | 40             |
| EUA - Billboard Top Canções de Hip-Hop/R&B | 10             |
| EUA - Billboard Rhythmic Top 40            | 17             |